# Хмара
Хмара (рус. Хмара) река је у Русији која протиче преко територија Смоленске области на западу земље. Лева је притока Сожа и припада басену Дњепра и Црног мора. 
Извире на Починковском побрђу (микроцелини Смоленског побрђа) на око 1,5 km југозападно од села Јасенок у Глинкавичком рејону, а улива се у Сож након 82 km тока северозападно од села Базилевка у Починковском рејону. У горњем делу тока њено корито је доста уско, а обале високе, док се у доњем делу тока речна долина шири и до 8 km. 
Име реке вероватно потиче од старословенске речи хмарь, што значи сутон, док се у неким старим изворима често среће и под именом Хмора.